# Leonetto Cipriani
Pour les articles homonymes, voir Cipriani.
 (septembre 2010).
Si vous disposez d'ouvrages ou d'articles de référence ou si vous connaissez des sites web de qualité traitant du thème abordé ici, merci de compléter l'article en donnant les références utiles à sa vérifiabilité et en les liant à la section « Notes et références ».
Le général comte Leonetto Cipriani (né à Centuri en Corse 16 octobre 1812 mort à Centuri le 10 mai 1888) est un homme politique français naturalisé italien, dont la famille, d'origine à la fois corse et toscane, remonte au XVe siècle et par tradition orale aux Cipriani de Florence, cités dans la Divine Comédie de Dante. Il fut un ardent partisan de l'unité italienne. Son combat fut récompensé en 1861 par l'attribution du titre héréditaire de comte et sénateur à vie du royaume d'Italie.

## Biographie
À dix-huit ans Leonetto Cipriani fit partie du corps expéditionnaire qui débarqua en Algérie, en 1830, sous les ordres des généraux de Bourmont et Juchereau de Saint-Denis, son parrain, et prit part à la prise d'Alger.
De 1831 à 1834, il voyagea aux Antilles, en Amérique centrale et en Amérique du Sud, région du globe où sa famille avait de grands intérêts. Son père et ses oncles avaient été des intimes de Simón Bolívar, héros de l'indépendance sud américaine. Leonetto Cipriani sut montrer un grand sens des affaires et revint des Antilles avec une somme de six millions de francs-or (l'équivalent de dix-huit millions d'euros).
Lié à la fois aux Bonaparte, par le prince Jérôme Napoléon, dont il était intime, aux Savoie et aux Habsbourg-Toscane, il contribua à l'adhésion volontaire du grand-duché de Toscane au nouveau royaume d'Italie. Il fut également un ami de Garibaldi, dont il ne partageait cependant pas l'opinion républicaine. Il fut un farouche adversaire de Mazzini dont les idées carbonari étaient loin des siennes. Il fut officier dans l'armée piémontaise avec le grade de colonel puis de général et participa aux guerres de l'unité italienne contre l'Autriche. Il fut également agent de liaison entre Napoléon III et Victor-Emannuel Ier.
Grand propriétaire foncier en Toscane, en Corse et à Belmont (Californie), il eut l'occasion de traverser l'Atlantique plusieurs fois. Il fut consul du royaume de Sardaigne à San Francisco en 1852 à 1855. Lors de son premier voyage du Havre à New York, il eut comme compagnons de traversée Lajos Kossuth, héros de la révolution hongroise de 1848 et Lola Montez, pour qui le roi Louis Ier de Bavière perdit son trône. Aventurier dans l'âme, Leonetto Cipriani fut un des premiers à traverser le continent Nord-Américain de part en part.
En 1849, il mit au jour les ruines romaines de Cecina en Toscane, situées sur son domaine.
Son indépendance financière lui permit de jouer un rôle historique sans jamais avoir à faire partie d'une coterie, ni dépendre du pouvoir en place. Sa grande idée était l'unité italienne que seule pouvait assurer la dynastie de Savoie, la seule ayant régné dans la péninsule de façon permanente depuis le Moyen Âge. Les Bourbons, de Naples ou de Parme, ainsi que les Habsbourg, dont il reconnaissait la bonne administration, étaient pour lui des étrangers à l'Italie. Bien que parlant parfaitement le français, et né français, il se reconnaissait comme italien, ayant été élevé entre Pise et Livourne, où sa famille possédait palais et villas.
La signature de la Triple Alliance en 1882 fut un choc pour lui. Il ne comprenait pas, comme beaucoup de ses compatriotes, comment le royaume d'Italie pouvait s'allier à l'Autriche, l'ennemi de toujours. Il se retira alors de la vie publique et vint vivre dans son château de Bellavista à Centuri en Corse.
De son premier mariage avec une américaine de New-York, il eut un fils, Leonetto. De son seconde mariage avec une corse, il eut trois enfants Alexandre, Marie épouse de Dominique Tomasi et Angéline épouse d'Antoine Tomasi.
Il a laissé des Mémoires (Avventure della mia vita), rédigées en 1876, intéressant à la fois l'histoire de l'unité italienne et la conquête de l'Ouest américain.